# Андрієвський Дмитро Юрійович
Дмитро́ Ю́рійович Андріє́вський (псевдо: «Стобар»; 27 вересня 1892 с. Бодаква, нині Лохвицького району Полтавської області — 30 серпня 1976 м. Дорнштадт, ФРН) — відомий український політичний діяч і публіцист, член Організації Українських Націоналістів (з 1929).
Борець за незалежність України у ХХ сторіччі.

Перший Конґрес Українських Націоналістів у Відні, 1929 рік. Сидять зліва направо 1 ряд: Юліан Вассиян, Дмитро Андрієвський, Микола Капустянський, Євген Коновалець, Микола Сціборський, Яків Моралевич, Володимир Мартинець, Микола Вікул. Стоять зліва направо 2 ряд: Іван Малько, Осип Бойдуник, Максим Загривний, Євген Зиблікевич, Петро Кожевників, Дмитро Демчук, Леонід Костарів, Олесь Бабій, Ріко Ярий, Михайло Антоненко, Зенон Пеленський. Стоять зліва направо 3 ряд : Юрій Руденко, Ярослав Барановський, Степан Охримович, Степан Ленкавський, Андрій Федина, Ярослав Герасимович, Теофіл Пасічник-Тарнавський, Олександр Згорлякевич

## Життєпис
Народився 27 вересня 1892 у селі Бодаква, нині Лохвицького району Полтавської області, Україна (тоді Полтавська губернія) у сім'ї священика. Здобув освіту інженера-архітектора.

### Участь у Перших визвольних змаганнях
За Директорії УНР працює у складі дипломатичної місії у Швеції, консулом УНР у Швейцарії, а в 1922 році переїжджає до Брюсселя (Бельгія). Після поразки українських національно-визвольних змагань залишився у Бельгії.

### У лавах ОУН
В листопаді 1927 на першій Конференції Українських Націоналістів (3—7.11.1927) у Берліні разом з Є. Коновальцем, М. Сціборським, В. Мартинцем обраний до складу Проводу Українських Націоналістів. Співпрацював у часописі «Національна Думка», який видавала Група Української Національної Молоді. Очолював Українську Національну Раду в Брюсселі.
28.1.—3.2.1929 брав участь у роботі Першого Конгресу Українських Націоналістів у Відні, після завершення якого за дорученням Проводу очолив політичну референтуру ПУН. Публікував численні статті у журналі «Розбудова Нації». В 30-х роках — референт зовнішньої політики ОУН.
З 1940 р. Дмитро Андрієвський один з лідерів ОУН під проводом Голови ПУН А. Мельника. В 1944 р. був заарештований гестапо і ув'язнений в концтаборі у Бреці. З 1948 р. — член Української Національної Ради. Автор ряду публіцистичних статей, в яких виклав основні засади ідеології націоналізму — «Наша позиція», «Шлях розбудови», «Обставини 30-х років і Провід Українських Націоналістів» та ін.
Помер у м. Дорнштадт, похований у Мюнхені.

### Перепоховання в Україні
22 січня 2010 року прах Дмитра Андрієвського перепоховали на полі героїв Личаківського цвинтаря у м. Львові.

## Вшанування пам'яті
У місті Полтава вулицю Кривоносівську перейменували на вулицю Дмитра Андрієвського.